# Theodor Charlemont

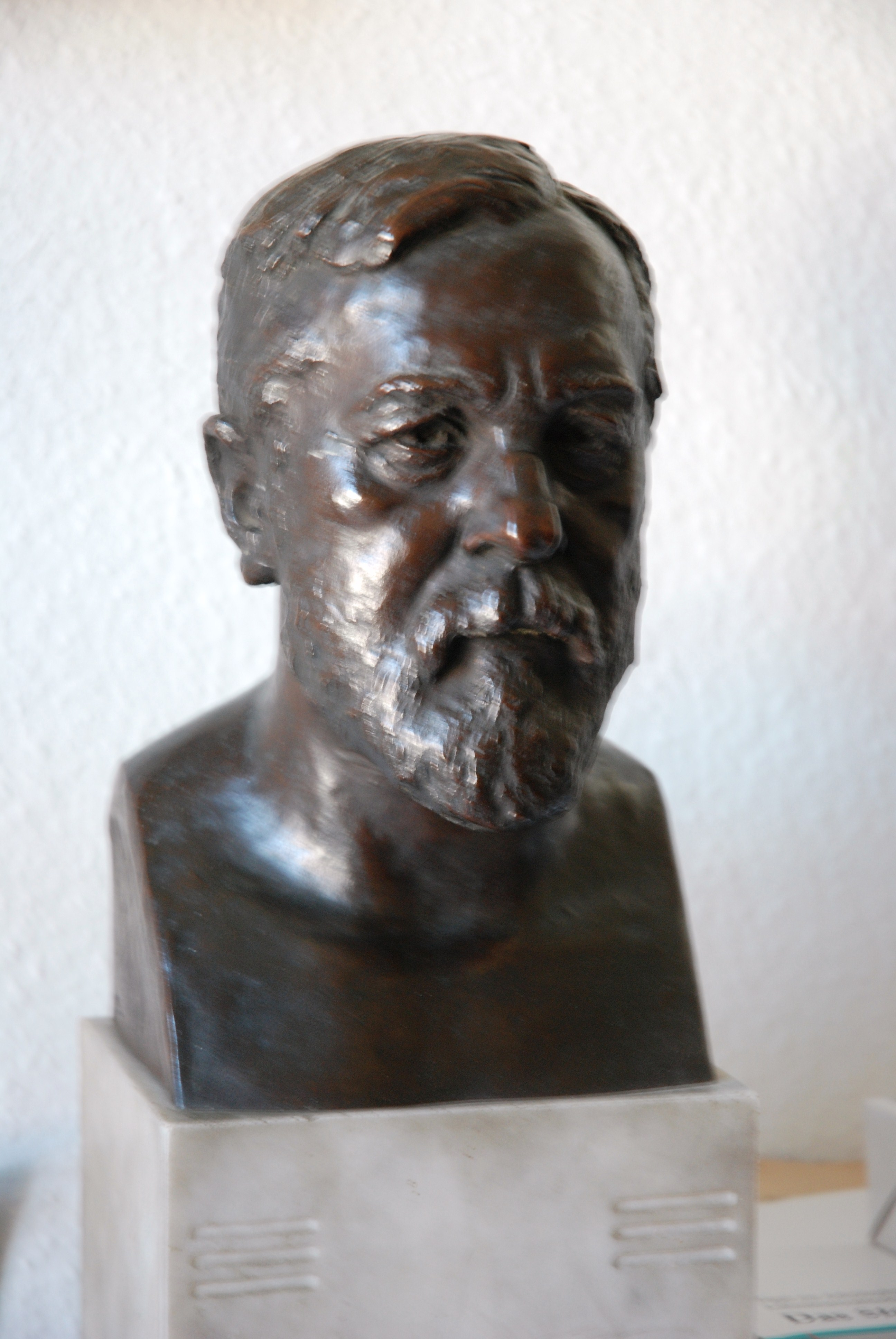
Richard von Krafft-Ebing; Bronzebüste

Lebensgroße Christusfigur am Grabmal von Adolph Freiherr von Pittel

Theodor Charlemont (* 1. Jänner 1859 in Znaim, Mähren; † 13. Oktober 1938 in Wien) war ein österreichischer Bildhauer.

## Leben
Theodor Charlemont entstammte einer Künstlerfamilie. Er war Sohn des Miniaturmalers Matthias Adolf Charlemont (1820–1871) und Bruder der Maler Eduard (1848–1906) und Hugo Charlemont (1850–1939). Er war Schüler des deutschen Bildhauers Caspar von Zumbusch (1830–1915), dem Monumentalplastiker der Gründerzeit in Österreich.
1913 wurde er Ehrenbursch der Wiener Burschenschaft Alemannia.
Theodor Charlemont schuf zahlreiche Skulpturen, Medaillons und Büsten von Persönlichkeiten, nicht nur für private Auftraggeber, sondern oft für öffentliche Institutionen und Grabmäler auf städtischen Friedhöfen. Er wurde am Ottakringer Friedhof bestattet.
Einer seiner Schüler war der Bildhauer und Kunsthandwerker Friedrich Gornik.

## Ehrungen
- 1896: Königswarter-Preis
- 1902: Kaiserpreis
- 1903: Kleine goldene Staatsmedaille
- 1908: Dumba-Preis
- 1930: Schützengilde-Preis
- 1936: Silberne Jubiläumsmedaille Wien